# Fritz Hendrick Melle
Fritz Hendrick Melle (* 7. Oktober 1960 in Karl-Marx-Stadt) ist ein deutscher Schriftsteller und Unternehmer.

## Leben
Fritz Hendrick Melle wuchs in Chemnitz (von 1953 bis 1990 Karl-Marx-Stadt) auf. In Schwedt/Oder absolvierte er eine Ausbildung zum Papiermacher mit Abitur. Darauf arbeitete er eine Zeit als Totengräber auf einem evangelischen Kirchhof, als Anlagenfahrer und als Heizer.
Er studierte Theologie am Katechetischen Oberseminar in Naumburg (Saale), wurde aber nach vier Semestern exmatrikuliert.
Bis zu seiner Ausreise nach West-Berlin im Dezember 1985 engagierte sich Melle im kreativen Untergrund der DDR, veröffentlichte u. a. in illegalen Zeitschriften, gründete das Musikprojekt „Kriminelle Tanzkapelle“ und arbeitete als Kinokartenabreißer. An der Berliner Universität der Künste studierte er Gesellschafts- und Kommunikationswissenschaften.
1990 veröffentlichte er mit „Richtiges Leben“ seinen ersten Roman bei Albrecht Knaus, München (Taschenbuch bei Goldmann) und wurde zum Ingeborg-Bachmann-Preis eingeladen. Er arbeitete als Redakteur bei verschiedenen Tageszeitungen und gründete 1993 die Werbeagentur Melle.Pufe und 1996 Melle.Pufe Online, die er 2001 verkaufte. 2004 fusionierte Melle die Agentur mit dorland und wurde er neben Stefan Hansen Geschäftsführer.
Unter seiner Führung als Chief Creative Officer entstanden unter anderem die Imagekampagnen „Not for everybody“ für die Parfüms von bruno banani und „Berlin, du bist so wunderbar“ für Berliner Pilsner, die auch das Ansehen Berlins wesentlich mitprägte.
2014 lösten Hansen und Melle dorland wieder aus dem Grey/WPP Network heraus und integrierte diese in seine 2011 gemeinsam gegründete Beteiligungsgesellschaft Private Pier Industries.
Im gleichen Jahr erschien der autobiographische Roman „Die Amazone vom Kollwitzplatz“, in dem sich Melle mit dem Themenkreis Beziehung und Krebs auseinandersetzt. In den Folgejahren wurde unter dem Dach von Private Pier Industries die Hundefutter-Marke Irish Pure, die Whiskey-Marke Grace O’Malley Whiskey und das Fashionlabel Lemanjá entwickelt und vertrieben. 2018 erschien „Wurst“ bei Schwarzkopf&Schwarzkopf in Berlin – ein Roman über den Ernährungswahnsinn, toxische Männlichkeit und die Lust an der Selbstzerstörung und das Hörbuch „Ayahuasca – Tage der Wahrheit“.
Er lebt mit seiner Familie in Berlin.

## Auszeichnungen
Als Mitglied des Art Directors Club (ADC, 2014 ausgetreten) und Initiator des ADC Vision gewann Fritz Hendrick Melle für seine Arbeit zahlreiche nationale und internationale Preise (u. a. New York Festival, ADC, Berliner Klappe).

## Werke
- Berührung ist nur eine Randerscheinung. Neue Literatur aus der DDR, Köln 1985, ISBN 978-3-462-01692-5
- Richtiges Leben, Roman, München 1991, ISBN 3-8135-1582-6
- Vogel oder Käfig sein: Kunst und Literatur aus unabhängigen Zeitschriften in der DDR 1979–1989, ISBN 978-3-910161-10-8
- Die Amazone vom Kollwitzplatz – Von Ohnmacht und Mut. Eine wahre Liebesgeschichte, Roman, ISBN 978-3-943478-13-6
- Seelengevögelt: Manifest für das Leben (als Co-Autor), ISBN 978-3-442-22187-5
- Wurst, Roman, Berlin 2018, ISBN 978-3-86265-699-8